# Зара (певица)
За́ра (полное имя — Зарифа́ Паша́евна Мгоя́н, арм. Զարիֆա Փաշայի Մգոյան; род. 26 июля 1983 года, Ленинград, РСФСР, СССР) — российская эстрадная певица, актриса, общественный деятель; заслуженная артистка России (2016). «Артист мира ЮНЕСКО» (2016).

## Биография
Родилась в семье курдов-езидов из Ленинакана (Армения). Отец — Паша́ Бинбаши́евич Мгоян, кандидат физико-математических наук, работающий в области машиностроения. Мать — Нади́ Джама́ловна Мгоян, домохозяйка. У Зары также есть родной младший брат Роман Мгоян.
Училась в средней школе № 2 в городе Отрадное Кировского района Ленинградской области. В 2000 году окончила гимназию № 56 в Санкт-Петербурге с серебряной медалью.
Одновременно с учёбой в общеобразовательной средней школе, окончила с отличием детскую музыкальную школу по классу фортепиано.

### Творческая карьера
В 1995 году, в возрасте двенадцати лет, Зара познакомилась в городе Отрадное Ленинградской области с музыкантом и композитором Олегом Квашой, с которым в 1996 году уже в 13 лет записала песни «Сердце Джульетты», «Именно сегодня, именно сейчас…» и «Колыбельная» («Бай-бай-бай»), попавшие в ротации радиостанций и принёсшие певице первую известность.
В 1997 году Зара с песней «Сердце Джульетты» стала финалисткой телевизионного конкурса «Утренняя звезда» (Москва) и получила Гран-при Международного фестиваля «Пусть смеются дети» (Каир и Порт-Саид, Египет) В 1998 году певица стала обладательницей Гран-при конкурса «Надежды Сибири» (Омск), открытого конкурса исполнителей новой детской песни «День рождения» и Международного телевизионного конкурса «Шлягер года» (оба — Санкт-Петербург). Два года подряд на конкурсе «Надежды Европы» (Сочи) Зара получала диплом Лауреата первой степени и Гран-при; в 1999 году в Сочи на фестивале «Голоса-1999» она была удостоена приза зрительских симпатий.
В 2004 году окончила Санкт-Петербургскую академию театрального искусства. Во время обучения, на сцене «Учебного театра на Моховой», Зара сыграла в спектаклях «Голоса ушедшего века», «Идиот» и «Небесные ласточки».
В 2006 году стала финалисткой и призёром телевизионного шоу «Фабрика звёзд-6» на «Первом канале», а в 2009 году дошла до финала проекта «Две звезды», где её дуэт с Дмитрием Певцовым занял 2 место. В 2010 году приняла участие в ледовом шоу «Лёд и пламень» (Первый канал) вместе с олимпийским чемпионом фигуристом Антоном Сихарулидзе.
В марте 2011 года приняла участие в проекте «Фабрика звёзд. Возвращение».
С начала 2015 года — член жюри всероссийского телевизионного конкурса исполнителей песни «Новая звезда», проводимого на телеканале «Звезда» при поддержке Министерства обороны Российской Федерации.
Обладательница ряда национальных музыкальных премий «Золотой граммофон» и дипломов российского телевизионного фестиваля «Песня года».
Как актриса Зара известна по ролям в телесериалах «Улицы разбитых фонарей» (2001), «Спецназ по-русски 2» (2004), «Фаворский» (2005), фильмах «Пушкин. Последняя дуэль» (2006), «Белый песок» (2011) и других.
7 сентября 2015 года певице присвоено почётное звание «Заслуженный артист Карачаево-Черкесской Республики» за многолетнюю творческую деятельность и заслуги в области культуры.
26 октября 2016 года Заре присвоено почётное звание «Заслуженный артист Российской Федерации».
24 ноября 2016 года в Москве в Государственном Кремлёвском дворце прошёл сольный концерт Зары, приуроченный к 20-летию её творческой деятельности. К концерту был выпущен новый альбом «#Миллиметры».
9 июня 2017 года Зара и Андреа Бочелли получили специальную награду Премии МУЗ-ТВ — «Лучший международный дуэт». Вскоре певица по приглашению Бочелли выступила на его ежегодном концерте «Il canto della terra» на сцене «Театра Тишины» в Тоскане, где исполнила песню «Dle Yaman», а затем приняла участие в гала-концерте Бочелли Celebrity Fight Night в римском Колизее.
Слова Бочелли о Заре:
Она впитала в себя разные культуры, переработав их в собственной оригинальной манере. Зара — певица абсолютно мирового класса! У неё прекрасный голос, страстный темперамент. Есть в ней и глубина, свойственная русской душе, и манящее обаяние Востока.
На сольном концерте Зары в Кремлёвском дворце 14 октября 2017 выступила французская певица Мирей Матьё; они вместе исполнили песню «Под небом Парижа». Впервые Зара и Мирей Матьё спели вместе на Международном военно-музыкальном фестивале «Спасская башня» в 2016 и в 2017 годах. Этот дуэт выступил и на сольном концерте Зары в штаб-квартире ЮНЕСКО в Париже 4 декабря 2017 года.
Зара ежегодно принимает участие в Международном фестивале искусств «Славянский базар» в Витебске. В 2014 году она была награждена премией Союзного государства «За творческое воплощение идеи дружбы народов Беларуси и России». Сольный концерт певицы открыл музыкальную программу XXVI фестиваля 10 июля 2017 года. Концерт прошёл в сопровождении Президентского оркестра Республики Беларусь под управлением Виктора Бабарикина.
В конце декабря 2015 года певица прилетала с сольным концертом в Латакию на российскую авиабазу «Хмеймим» (Сирия). 28 февраля 2016 года она дала ещё один сольный концерт на авиабазе «Хмеймим» для российских военных. 25 марта 2016 года Заре была вручена медаль «Участнику военной операции в Сирии» за содействие в решении задач, возложенных на Вооружённые Силы Российской Федерации при проведении военной операции в Сирии.
5 декабря 2016 года Организация Объединённых Наций по вопросам образования, науки и культуры удостоила Зару почётного звания «Артист ЮНЕСКО во имя мира» за приверженность ценностям и идеалам организации, формирование и укрепление идеи мира и взаимопонимания между народами. Церемония награждения состоялось в парижской штаб-квартире ООН.
Под патронатом Зары 9 сентября 2017 года прошёл в Коломенском первый Международный этнический фестиваль «Музыка наших сердец».
27 декабря 2017 года состоялась третья поездка певицы в Сирию на авиабазу «Хмеймим», где она в составе группы артистов выступила для российских военных. В это же время боевики выпустили несколько ракет, нацеленных на авиабазу, но они были сбиты российскими ПВО.
14 января 2018 года Зара стала доверенным лицом В. В. Путина на Президентских выборах в России (2018).
В сентябре 2021 года вновь выступила с концертом на авиабазе Хмеймим.
Осенью 2022 года, в числе других звёзд российской эстрады, поддерживающих вторжение России на Украину, приняла участие в записи песни и пропагандистского клипа «Встанем».

### Личная жизнь
В 2004 году Зара вышла замуж за сына губернатора Санкт-Петербурга Валентины Матвиенко, вице-президента по информационным технологиям банка «Санкт-Петербург» Сергея Матвиенко. По настоянию супруга приняла православие. Венчание прошло в Казанском кафедральном соборе Санкт-Петербурга, а регистрация брака состоялась в петербургском Дворце бракосочетаний № 1. В браке прожили полтора года, после чего разошлись.
В 2008 году Зара вышла замуж за начальника Управления фармации Департамента здравоохранения города Москвы Сергея Иванова, который перед этим развёлся со своей женой, с которой имеет двоих детей Свадьбу сыграли в элитном ресторане на Рублёвке.
7 мая 2010 года у Зары и Сергея Иванова родился сын Даниил, а 9 апреля 2012 года — сын Максим. В 2016 году супруги развелись.
В марте 2018 года журналистка Анна Монгайт выпустила репортаж об отношениях депутата Госдумы Леонида Слуцкого с Зарой. В репортаже отмечается, что благодаря Слуцкому Зара сделала заметную политическую карьеру[какую?] и в 2016 году получила почётное звание «Заслуженный артист Российской Федерации».

### Благотворительная деятельность
Входит в состав попечительского совета Благотворительного фонда «Шаг навстречу» (Санкт-Петербург), осуществляющего помощь гражданам, оказавшимся в трудной жизненной ситуации, а также детям с онкологическими заболеваниями и ДЦП.
Принимает участие в многочисленных благотворительных проектах, реализуемых благотворительным фондом помощи незрячим и слабовидящим детям «По зову сердца», созданным Зарой и общественным деятелем Дианой Гурцкой. C 2010 года выступает на ежегодном международном благотворительном фестивале «Белая трость», призванном оказывать помощь детям и взрослым с нарушениями зрения.
22 января 2017 года Зара стала специальным гостем церемонии награждения победителей Х фестиваля прикладного творчества детей с ограниченными возможностями «Мы вместе». В штаб-квартире ЮНЕСКО 13 апреля 2017 года организовала выставку работ лауреатов фестиваля «Мы вместе».
Является Послом соревнований по футболу среди детей-сирот «Будущее зависит от тебя», вошла в команду федеральных послов чемпионата мира по футболу 2018 года в России.

### Общественная позиция
Поддержала российское вторжение на Украину, принимала участие в концертах в поддержку российской агрессии. Так в апреле 2022 года, по личной инициативе, Зара выступила с концертом перед участниками вторжения России на Украину, которые проходили лечение в военном госпитале. Ранее поддержала аннексию Крыма, неоднократно посещала Крым с гастролями. 18 марта 2022 года выступила в Дворце спорта «Юбилейный» на митинге-концерте в честь годовщины аннексии Крыма «Za Россию!»
В 2024 году стала доверенным лицом кандидата в президенты России Владимира Путина.

## Санкции
7 января 2023 года Зара была внесена в санкционный список Украины, так как она «сыграла важную роль в российской пропаганде и поддержала российскую политику, подрывающую территориальную целостность, суверенитет и независимость Украины, аннексию Крыма». 20 июля 2023 года внесена в санкционный список Канады против «лиц использующих свое искусство для пропаганды вторжения России в Украину». Ранее Зара была внесена ФБК в список коррупционеров и разжигателей войны из-за участия в концертах в поддержку войны против Украины.

## Творчество

### Дискография
| №   | Название                                 | Длительность |
| --- | ---------------------------------------- | ------------ |
| 1.  | «Ожог»                                   | 3:19         |
| 2.  | «Прости меня»                            | 3:24         |
| 3.  | «Посвящение женщине»                     | 4:09         |
| 4.  | «Оттепель»                               | 4:16         |
| 5.  | «Фернандо»                               | 4:16         |
| 6.  | «Сердце Джульетты»                       | 3:51         |
| 7.  | «Птиченька»                              | 2:49         |
| 8.  | «А напоследок я скажу»                   | 4:07         |
| 9.  | «Show me»                                | 4:05         |
| 10. | «Посвящение женщине (Концертная запись)» | 4:27         |
| 11. | «Сердце Джульетты (Быстрая версия)»      | 4:25         |
| 12. | «Титаник»                                | 2:40         |

| №   | Название                                          | Длительность |
| --- | ------------------------------------------------- | ------------ |
| 1.  | «Вечная любовь»                                   | 3:05         |
| 2.  | «Прости меня»                                     | 3:28         |
| 3.  | «Im nin alu and show me (Концертная запись)»      | 5:01         |
| 4.  | «Посвящение женщине (Концертная запись)»          | 4:33         |
| 5.  | «Ожог»                                            | 3:22         |
| 6.  | «Оттепель»                                        | 4:20         |
| 7.  | «Цвет ночи»                                       | 3:58         |
| 8.  | «Любовь-волшебная страна (Концертная запись)»     | 3:29         |
| 9.  | «А напоследок я скажу (Концертная запись)»        | 3:24         |
| 10. | «Фернандо»                                        | 4:21         |
| 11. | «Ноктюрн»                                         | 3:00         |
| 12. | «Где течёт река»                                  | 4:37         |
| 13. | «My heart will go on»                             | 4:29         |
| 14. | «Вечная любовь (совместно с Альбертом Асадуллин)» | 3:11         |
| 15. | «Ожог (Remix) (совместно с DJ Romeo)»             | 4:46         |

| №   | Название                                   | Длительность |
| --- | ------------------------------------------ | ------------ |
| 1.  | «Я убегу»                                  | 3:58         |
| 2.  | «Где течёт река»                           | 4:37         |
| 3.  | «Видимо»                                   | 4:18         |
| 4.  | «Белое солнце»                             | 3:26         |
| 5.  | «Вдали»                                    | 4:18         |
| 6.  | «Вслед за тобой»                           | 4:26         |
| 7.  | «Грусть»                                   | 4:00         |
| 8.  | «Waking will»                              | 5:15         |
| 9.  | «Спит зима (совместно с Татьяной Лариной)» | 4:24         |
| 10. | «Dle yaman»                                | 5:45         |

| №   | Название                                   | Длительность |
| --- | ------------------------------------------ | ------------ |
| 1.  | «I'm nin'alu»                              | 3:38         |
| 2.  | «Эхо любви»                                | 3:48         |
| 3.  | «Прости меня»                              | 3:15         |
| 4.  | «Спит зима (совместно с Татьяной Лариной)» | 4:24         |
| 5.  | «Waking will»                              | 5:15         |
| 6.  | «Yalla chant»                              | 3:39         |
| 7.  | «Белое солнце»                             | 3:26         |
| 8.  | «Видимо»                                   | 4:18         |
| 9.  | «Где течёт река»                           | 4:37         |
| 10. | «Убегу»                                    | 3:58         |
| 11. | «Грусть»                                   | 4:00         |
| 12. | «Дороги нет»                               | 4:24         |
| 13. | «Цвет ночи»                                | 3:57         |
| 14. | «Фернандо»                                 | 4:21         |
| 15. | «Оттепель»                                 | 4:20         |
| 16. | «Прости меня»                              | 3:28         |
| 17. | «Петербурженка»                            | 3:59         |

| №   | Название                                 | Длительность |
| --- | ---------------------------------------- | ------------ |
| 1.  | «Не оставляй меня одну»                  | 3:15         |
| 2.  | «Вьюга»                                  | 4:38         |
| 3.  | «Не вернусь»                             | 3:35         |
| 4.  | «За морями»                              | 3:46         |
| 5.  | «Поговори со мной»                       | 2:59         |
| 6.  | «Адажио»                                 | 4:30         |
| 7.  | «Ассоль (совместно с Сергеем Рогожиным)» | 4:55         |
| 8.  | «Осенние листья»                         | 4:06         |
| 9.  | «Мамонтенок (Версия DJ Tsvetkoff)»       | 4:36         |
| 10. | «Вьюга (Версия Zhukov)»                  | 4:35         |
| 11. | «I'm nin'alu»                            | 3:38         |
| 12. | «Эхо любви»                              | 3:48         |
| 13. | «Walking will»                           | 5:13         |
| 14. | «Yalla chant»                            | 3:39         |
| 15. | «Белое солнце»                           | 3:26         |
| 16. | «Дороги нет»                             | 4:24         |
| 17. | «Цвет ночи»                              | 3:58         |

| №   | Название                                      | Длительность |
| --- | --------------------------------------------- | ------------ |
| 1.  | «Intro»                                       | 1:26         |
| 2.  | «Im nin alu»                                  | 3:41         |
| 3.  | «Любовь-красавица (шансон)»                   | 4:04         |
| 4.  | «Единственный»                                | 3:53         |
| 5.  | «Замела зима»                                 | 3:48         |
| 6.  | «Упустила (совместно с IGS Brook)»            | 3:08         |
| 7.  | «Вальс»                                       | 3:56         |
| 8.  | «Я не та»                                     | 3:51         |
| 9.  | «Облаками сирени»                             | 3:10         |
| 10. | «Я умножаю на любовь»                         | 3:11         |
| 11. | «Белое солнце»                                | 3:25         |
| 12. | «Иностранец (совместно с Валерием Меладзе)»   | 4:04         |
| 13. | «Адажио (совместно с Олегом Безинских)»       | 4:31         |
| 14. | «Dle yaman (совместно с Дживаном Гаспаряном)» | 4:48         |

| №   | Название                                      | Длительность |
| --- | --------------------------------------------- | ------------ |
| 1.  | «Для неё»                                     | 3:29         |
| 2.  | «Летим (совместно со Стасом Михайловым)»      | 3:40         |
| 3.  | «По краю любви»                               | 3:36         |
| 4.  | «Кольца-бриллианты»                           | 3:56         |
| 5.  | «Ничья»                                       | 3:19         |
| 6.  | «Недолюбила (шансон)»                         | 3:09         |
| 7.  | «Небо на двоих»                               | 3:09         |
| 8.  | «Казалось»                                    | 3:58         |
| 9.  | «Все что было со мной»                        | 3:55         |
| 10. | «Одиночество»                                 | 3:52         |
| 11. | «Глаза любви»                                 | 3:16         |
| 12. | «Скоро зима»                                  | 3:24         |
| 13. | «Для неё (Remix)»                             | 3:49         |
| 14. | «Кольца-бриллианты (Ремикс)»                  | 3:35         |
| 15. | «Dle yaman (совместно с Дживаном Гаспаряном)» | 4:44         |

| №   | Название                           | Длительность |
| --- | ---------------------------------- | ------------ |
| 1.  | «Рождественская»                   |              |
| 2.  | «Баллада о красках»                |              |
| 3.  | «Ах, ты степь широкая (Dle Yaman)» |              |
| 4.  | «Зачем меня окликнул ты»           |              |
| 5.  | «Мне грустно на тебя смотреть»     |              |
| 6.  | «Алёша»                            |              |
| 7.  | «Вечный странник»                  |              |
| 8.  | «Два солнышка»                     |              |
| 9.  | «Вальс»                            |              |
| 10. | «Вера»                             |              |
| 11. | «Это просто война»                 |              |
| 12. | «Yerushala'im Shel Zahav»          |              |
| 13. | «В тёмных глазах твоих»            |              |
| 14. | «Любовь и разлука»                 |              |
| 15. | «Я несла свою беду»                |              |
| 16. | «Колыбельная»                      |              |
| 17. | «Эта женщина в окне»               |              |
| 18. | «Грусть моя играла на рояле»       |              |
| 19. | «Суженый»                          |              |
| 20. | «Барбара»                          |              |
| 21. | «Любовь - волшебная страна»        |              |
| 22. | «Не говорите мне о нём»            |              |
| 23. | «Зачем»                            |              |
| 24. | «Артист»                           |              |

| №   | Название                          | Длительность |
| --- | --------------------------------- | ------------ |
| 1.  | «Intro»                           | 3:30         |
| 2.  | «Я не могу без тебя жить»         | 3:37         |
| 3.  | «Лети, душа»                      | 4:27         |
| 4.  | «#Миллиметры»                     | 3:40         |
| 5.  | «Забыть о тебе»                   | 3:32         |
| 6.  | «Без многоточий»                  | 3:36         |
| 7.  | «Нулевой меридиан»                | 3:52         |
| 8.  | «Ленинград»                       | 3:40         |
| 9.  | «Родная»                          | 3:36         |
| 10. | «Одна любовь из миллиона»         | 3:22         |
| 11. | «Прости меня»                     | 4:18         |
| 12. | «Любовь на бис! (Бонус-трек)»     | 4:22         |
| 13. | «Счастье над землёй (Бонус-трек)» | 3:42         |
| 14. | «Только ты (Бонус-трек)»          | 4:30         |
| 15. | «Этот год любви (Бонус-трек)»     | 3:20         |

| №   | Название              | Длительность |
| --- | --------------------- | ------------ |
| 1.  | «Человек влюблён»     | 3:52         |
| 2.  | «Негордая»            | 3:58         |
| 3.  | «Ливнями»             | 3:33         |
| 4.  | «С понедельника»      | 3:42         |
| 5.  | «Мир вашему дому»     | 4:04         |
| 6.  | «I'm Telling Lie»     | 3:11         |
| 10. | «Курс на любовь»      | 3:47         |
| 11. | «Нравится»            | 3:08         |
| 12. | «Как умела так ушла»  | 4:31         |
| 13. | «Я лечу»              | 3:19         |
| 14. | «На полную громкость» | 3:44         |
| 15. | «Люблю тебя»          | 3:48         |

### Радиосинглы
| Год  | Название                                            | Чарты                | Чарты                | Альбом      |
| Год  | Название                                            | Российский радиочарт | Московский радиочарт | Альбом      |
| ---- | --------------------------------------------------- | -------------------- | -------------------- | ----------- |
| 2006 | Любовь-красавица                                    | 20                   | 30                   | Я не та     |
| 2006 | Единственный                                        | 135                  | —                    | Я не та     |
| 2007 | Замела зима                                         | 41                   | —                    | Я не та     |
| 2007 | Я не та                                             | 104                  | —                    | Я не та     |
| 2007 | Небо на двоих                                       | 151                  | —                    | Для неё     |
| 2008 | Кольца-бриллианты                                   | 120                  | —                    | Для неё     |
| 2008 | По краю любви                                       | 43                   | 66                   | Для неё     |
| 2009 | Для неё                                             | 20                   | 21                   | Для неё     |
| 2009 | Летим (совместно со Стасом Михайловым)              | 63                   | 98                   | Для неё     |
| 2009 | Недолюбила                                          | 29                   | 24                   | Для неё     |
| 2010 | Ничья                                               | 51                   | 80                   | Для неё     |
| 2011 | Амели                                               | 27                   | 34                   |             |
| 2011 | Любовь на бис (совместно с Александром Розенбаумом) | 23                   | 34                   | #Миллиметры |
| 2012 | Я буду нежной                                       | 76                   | —                    |             |
| 2014 | Вспоминай меня                                      | 27                   | 12                   |             |
| 2016 | Ленинград                                           | 32                   | 16                   | #Миллиметры |
| 2017 | Миллиметры Мир вашему дому                          | 23 16                | 16 30                | #Миллиметры |

«—» песня отсутствовала в чарте

### Видеоклипы
| Год  | Клип                                                                                            | Режиссёр                             | Альбом                |
| ---- | ----------------------------------------------------------------------------------------------- | ------------------------------------ | --------------------- |
| 2002 | «Где течёт река»                                                                                | Олег Гусев                           | «Там, где течёт река» |
| 2007 | «Замела зима»                                                                                   | Георгий Тоидзе                       | «Я не та»             |
| 2007 | «Небом на двоих»                                                                                | Вадим Шмелев                         | «Для неё»             |
| 2009 | «Для неё»                                                                                       | Александр Стриженов                  | «Для неё»             |
| 2009 | «Недолюбила»                                                                                    | Катя Царик                           | «Для неё»             |
| 2010 | «Ничья»                                                                                         | Катя Царик                           | «Для неё»             |
| 2011 | «Амели»                                                                                         | Сергей Ткаченко                      | без альбома           |
| 2011 | «Любовь на бис» (дуэт с Александром Розенбаумом)                                                | Алан Бадоев                          | «#Миллиметры»         |
| 2013 | «Спящая красавица» (дуэт со Стасом Михайловым)                                                  | Сергей Ткаченко                      | без альбома           |
| 2014 | «Счастье над Землёй»                                                                            | Алексей Потапенко / MOZGI Production | «#Миллиметры»         |
| 2016 | «Этот год любви»                                                                                | Баходыр Юлдашев                      | «#Миллиметры»         |
| 2017 | «#Миллиметры»                                                                                   | Алан Бадоев                          | «#Миллиметры»         |
| 2017 | «Мир вашему дому»                                                                               | Алан Бадоев                          | без альбома           |
| 2018 | «Я лечу»                                                                                        | Карина Кандель                       | без альбома           |
| 2018 | «Твои сюжеты»                                                                                   | Disney                               | без альбома           |
| 2018 | «Негордая»                                                                                      | Алан Бадоев                          | без альбома           |
| 2019 | «Dayê»                                                                                          | Карина Кандель                       | без альбома           |
| 2019 | «С понедельника»                                                                                | Александр Игудин                     | «Человек влюблён»     |
| 2020 | «Нравится»                                                                                      | Карина Кандель                       | «Человек влюблён»     |
| 2021 | «Человек влюблён»                                                                               | Карина Кандель                       | «Человек влюблён»     |
| 2021 | «Лучший город земли» (дуэт с Филиппом Киркоровым, Бедросом Киркоровым, Александром Панайотовым) | Давид Навоян                         | без альбома           |

### Фильмография
- 2001 — Улицы разбитых фонарей. Менты-3 (серия № 13 «Убийство под музыку») — Катя, подруга убитой Вероники Лосевой
- 2001 — По имени Барон (серия № 2) — итальянка
- 2004 — Спецназ по-русски 2 — Карина Маврина, агент ФСБ России
- 2005 — Фаворский — Гаяне
- 2006 — Жизнь и смерть Лёньки Пантелеева — Аза, цыганка
- 2006 — Пушкин. Последняя дуэль — Александра Осиповна Смирнова-Россет, фрейлина русского императорского двора, знакомая, друг и собеседник А. С. Пушкина
- 2009 — Маленькие трагедии — Донна Анна, вдова командора
- 2011 — Белый песок — Амина
- 2013 — Женщины на грани (серия № 7 «Цена красоты») — Зарема, поклонница пластического хирурга Дмитрия Потоцкого[74]
- 2017 — Лего Фильм: Бэтмен — Бэтгёрл (дубляж)
- 2017 — Рубеж — санитарка
- 2018 — Ральф против интернета — Жасмин[75] (дубляж)

## Награды

### Государственные и ведомственные награды
- 2009 — Медаль «За веру и добро» Кемеровской области Российской Федерации — за активную благотворительную и общественную деятельность в Кемеровской области[76]
- 2011 — Медаль «65 лет юридической службе МВД России»[77][неавторитетный источник]
- 2015 — почётное звание «Заслуженный артист Карачаево-Черкесской Республики» — за многолетнюю творческую деятельность и заслуги в области культуры[18]
- 2016 — Медаль «Участнику военной операции в Сирии» Министерства обороны Российской Федерации (Приказ Министра обороны Российской Федерации № 69 от 8 февраля 2016 года[32])[33] — за содействие в решении задач, возложенных на Вооружённые Силы Российской Федерации при проведении военной операции в Сирийской Арабской Республике[34].
- 2016 — почётное звание «Заслуженный артист Российской Федерации» — за большие заслуги в развитии отечественной культуры и искусства, многолетнюю плодотворную деятельность[2][3][4]
- 2017 — медаль за большой личный вклад в сотрудничество Российской Федерации и ЮНЕСКО[78]
- 2019 — лауреат премии Министерства обороны Российской Федерации в области культуры и искусства — за активную культурно-шефскую работу[79].
- 2024 — Орден Дружбы — за большой вклад в развитие отечественной культуры и искусства, многолетнюю плодотворную деятельность[80].

### Лауреат музыкальных премий
- 2009 — лауреат российской музыкальной премии «Золотой граммофон» — за песню «Для неё»[81]
- 2010 — лауреат российской музыкальной премии «Золотой граммофон» — за песню «Недолюбила»[82]
- 2011 — лауреат российской музыкальной премии «Золотой граммофон» — за песню «Амели»[83]
- 2012 — лауреат российской музыкальной премии «Золотой граммофон» — за песню «Любовь на бис» (в дуэте с Александром Розенбаумом)[84]
- 2014 — лауреат премии Союзного государства в области литературы и искусства — за творческое воплощение идеи дружбы народов Белоруссии и России[11][27].
- 2015 — лауреат юбилейной российской музыкальной премии «Золотой граммофон» — за песню «Недолюбила»[85]
- 2016 — лауреат российской музыкальной премии «Золотой граммофон» — за песню «Ленинград»[86]
- 2016 — почётное звание «Артист ЮНЕСКО во имя мира» Организации Объединённых Наций по вопросам образования, науки и культуры — за приверженность ценностям и идеалам организации, формирование и укрепление идеи мира и взаимопонимания между народами[36][37][38]
- 2017 — лауреат премии «Самые стильные в России» по версии журнала «HELLO!» в номинации «Классика»[87].
- 2017 — лауреат VII Русской Музыкальной Премии телеканала телеканала «RU.TV» в номинации «Лучший клип, снятый за рубежом» («Видео на выезде») — за видеоклип на песню «Миллиметры», снятый в Объединённых Арабских Эмиратах и на Украине[88][89]
- 2017 — лауреат XV юбилейной национальной премии в области популярной музыки телеканала «Муз-ТВ» в специальной номинации «Лучший международный дуэт» — за дуэт певицы с итальянским тенором Андреа Бочелли[90].
- 2017 — лауреат «Реальной премии MusicBox 2017» за вклад в благотворительность[91]
- 2022 — лауреат российской музыкальной премии «Шансона Года» — за песню «БЕЗУМНАЯ»[86]